# Carlos Ibarguren
Carlos Ibarguren Uriburu (Salta, 1877 – Buenos Aires, 1956) était un universitaire, juriste, historien et homme politique argentin.
Réputé, d’une part, en raison de plusieurs ouvrages qu’il rédigea sur l’histoire de l’Argentine, comme un des plus éminents spécialistes en la matière, Carlos Ibarguren faisait d’autre part autorité en tant qu’expert constitutionnaliste. Après avoir cédé aux sollicitations du pouvoir d’assumer des fonctions gouvernementales, il mena ensuite, à partir de 1914, une politique d’opposition, fondant notamment son propre parti. Son positionnement politique évolua d’une tendance sociale-libérale, en vogue alors parmi l’intelligentsia argentine, vers une idéologie d’extrême droite nationaliste et corporatiste.

## Biographie
Né en 1877 à Salta, dans l’extrême nord-ouest de l’Argentine, Ibarguren poursuivit des études à l’université de Buenos Aires, puis embrassa la carrière universitaire, devenant professeur de droit dans cette même université. Reconnu comme un brillant esprit dans le domaine du droit, en particulier du droit constitutionnel, il vint à partir de 1904 à occuper plusieurs positions de sous-secrétaire de gouvernement. Roque Sáenz Peña, désireux de mettre à profit son expérience, le nomma ministre de la justice de son gouvernement, fonction dont il s’acquitta jusqu’à 1914.
À l’issue de cette période passée aux affaires du pays, Ibarguren continua pendant quelque temps encore d’appuyer le parti Unión Cívica Radical. Dès 1914 toutefois, il cofonda le Parti démocrate progressiste (en esp. Partido Demócrata Progresista, PDP), dont il assuma la vice-présidence et dont il rédigea le programme. Dans cette nouvelle position, il se mua en un vif critique du gouvernement d’Hipólito Yrigoyen. Lors des élections législatives de 1920, il fut un candidat infortuné, figurant en effet sur une liste d’intellectuels qui, si elle comprenait certes des personnalités telles que Lisandro de la Torre et Ezequiel Ramos Mexía, échoua pourtant à avoir quelque impact notable sur les électeurs. Plus tard, à l'élection présidentielle de 1922, il fut désigné candidat pour le Parti démocratique progressiste, mais ne réussit à recueillir que 7,7 % des voix.
Jusque-là, l’engagement politique d’Ibarguren s’accordait avec le social-libéralisme auquel adhérait l’élite culturelle argentine de l’époque, mais ses déconvenues électorales de 1920 le portèrent à réorienter ses positions. L’ouvrage qu’il fit paraître cette même année, La literatura y la gran guerra, laissa voir un glissement vers le nationalisme, lequel devait désormais dominer sa pensée politique. Il y exposait le point de vue que la démocratie, laissant la porte ouverte à des groupements trop nombreux et trop disparates, nécessitait des refrènements auxquels il incomberait à une droite conservatrice de pourvoir. Ainsi s’ingénia-t-il à utiliser politiquement les masses comme rempart d’activité réactionnaire, et fut-il amené par là à se rapprocher de l’idéologie fasciste.
À la suite du coup d’État du général José Félix Uriburu, Ibarguren pressa le nouveau président à mettre en œuvre le corporatisme, modèle économique qui constituait alors le cœur de sa pensée, jusqu’à ce que Juan Perón, sur avis d’Ibarguren, autorisât en 1948 que les corporations fussent représentées au parlement. Toutefois, Ibarguren n’occupa jamais aucune fonction officielle au sein des gouvernements d’Uriburu ni de Perón, et continua de se vouer principalement à ses travaux universitaires. L’ultime rôle politique notable qu’il eut à jouer fut celui d’exercer la fonction d’interventeur fédéral dans la province de Córdoba de 1930 à 1931, mission que lui avait confiée Uriburu.
Le prestige dont jouissait Ibarguren reposait en particulier sur un nombre d’ouvrages consacrés à l’histoire de l’Argentine, les plus appréciés étant Juan Manuel de Rosas (1930), Las sociedades literarias y la revolución argentina (1938) et La historia que he vivido (1955). Il devint par ailleurs président de l’Académie argentine des lettres (en esp. Academia Argentina de Letras).
Son fils, Federico Ibarguren, était également historien.